# Death Note (películas)
Death Note es una serie de cuatro películas japonesas de suspenso, policiacas y sobrenaturales lanzadas en el 2006, seguidas por un spin-off del mismo año y una secuela de 2016. Todas están basadas en el manga homónimo de Tsugumi Ohba y Takeshi Obata (luego hecho anime). La serie se centra principalmente en un estudiante universitario que decide deshacerse del mal del mundo por medio de una libreta sobrenatural la cual mata a las personas cuyos nombres sean escritos en ella.
Las primeras dos películas fueron dirigidas por Shūsuke Kaneko, producidas por Nippon Television y distribuidas por Warner Bros Pictures Japan. Una nueva película dirigida por Hideo Nakata fue estrenada en Japón el 9 de febrero de 2008, un spin-off centrando en el personaje de L titulado Death Note: L Change the World. La secuela, Death Note: Light Up the New World (Cuaderno de la Muerte: Ilumina el Nuevo Mundo), fue dirigida por Shinsuke Sato y lanzada en Japón el 29 de octubre de 2016. Las primeras dos películas han sido licenciadas en España por Jonu Media.

## Trama
Light Yagami es un brillante estudiante a quien le molestan el crimen y la corrupción del mundo. Su vida da un gran giro cuando descubre un misterioso cuaderno conocido como “Death Note”. Las instrucciones del cuaderno dicen que, cuando el nombre de una persona está escrito en el, la persona morirá. Al principio Light se encuentra escéptico acerca de la autenticidad del cuaderno pensando que es una broma. Después de experimentar con dos criminales y ver que sí morían, Light se ve forzado a aceptar que el cuaderno es real. Después de conocer al dueño previo del cuaderno, un Shinigami llamado Ryuk, Light decide convertirse en el “Dios del nuevo mundo” juzgando él mismo a los criminales.
Muy pronto el número de criminales muertos empieza a aumentar y eso atrae la atención de la policía internacional y de un misterioso detective llamado “L” (Elle). L descubre rápidamente que el asesino en serie llamado “Kira” (derivado de la pronunciación japonesa para decir “Killer”) se encuentra en Japón. L también descubre que Kira puede matar a sus víctimas sin tocarlos. Light se da cuenta de que L se vuelve su rival y empieza una carrera entre los dos para probar su superioridad mental.

## Historia
La premier de la primera película “Death Note” fue el 17 de junio de 2006 en Japón y encabezó la lista de Mejores películas de este país por dos semanas, poniendo a El código Da Vinci en segundo lugar. Se encuentra fiel al manga comenzando con Light en la universidad recordando el día en el que encuentra la libreta. La película termina cuando Light y L se conocen.
La premier de la segunda película “Death Note: The last name” (Death Note: El último nombre) fue el 3 de noviembre de 2006 e instantáneamente encabezó la lista de las mejores películas en Japón; quedándose en ese posición por cuatro semanas. Ganando 5,500 millones de yenes para finales de año, se convirtió en una de las películas con más ingresos del 2006. La película combina elementos del resto de la historia por lo que crea una resolución similar a la del manga aunque con algunas diferencias claves. Ambas películas son estelarizadas por Takeshi Kaga quien es conocido por la audiencia norteamericana como el anfitrión de la versión original japonesa de Iron Chef.
La tercera película, llamada «L change the world» fue publicada en Japón el 9 de febrero de 2008; ésta se centra en L, donde se muestran rasgos importantes de su personalidad. En esta ocasión, L también tiene que resolver un nuevo caso de asesinato en un plazo de 23 días, ya que su nombre estaba escrito en el Death Note. Además, esta última película fue adaptada a una novela con el mismo título y el mismo argumento.
Death Note tuvo su premier en Hong Kong el 10 de agosto de 2006, en Taiwán el 8 de septiembre de 2006, en Singapur el 19 de octubre de 2006 y en Malasia el 9 de noviembre de 2006 con subtítulos en inglés y en chino. La premier de la secuela fue en Hong Kong el 3 de noviembre de 2006, en Taiwán el 24 de noviembre de 2006, en Singapur el 28 de diciembre y en Malasia el 25 de enero de 2007 con subtítulos en inglés y en chino. La premier mundial fue presentada en el cine “UA Langham Place” en Hong Kong el 28 de octubre de 2006. Ésta es la primera película japonesa que ha tenido una premier en Hong Kong. También se encuentra disponible en tiendas especializadas de Estados Unidos. A pesar de que el diálogo está solamente en japonés, la versión de Hong Kong tiene subtítulos en inglés (la versión japonesa sólo tiene subtítulos en japonés).

## Diferencias entre el manga y la película

### Cambios Generales
- En la película, Soichiro Yagami no lleva bigote.
- No hay saltos de tiempo, así que los eventos de la película suceden al mismo tiempo que la primera mitad del manga.
- A diferencia de la película, Light encuentra la Death Note en la calle, en el Manga y el Anime lo encuentra en el colegio.
- En lugar de darle la Death Note a Higuchi, se la dan a Takada, quien mata a su superior y se convierte en la locutora de Sakura Televisión. Después de ser capturada por el Equipo de Investigación de Kira, Light la mata, una vez recobrada su memoria, de una forma similar a la que mató a Higuchi en el manga y anime.
- Se introduce un personaje exclusivo de la película, Shiori Akino, como la novia de Light.
- Mello y Matt no aparecen en la película, aunque a Mello si se le menciona.
- Soichiro Yagami sobrevive en la película.
- L escribe su nombre en la Death Note para que no pueda ser matado por otro cuaderno; por lo que logra sobrevivir más que Light.
- A pesar de la asexualidad de los shinigamis, Rem posee una voz masculina, al contrario del anime, en el cual su voz es notoriamente femenina.
- En la película, Mogi es asesinado por Misa en lugar de Ukita, mientras que Ukita sobrevive.
- Ide no aparece en ninguna de las películas, en cambio introdujeron al personajes de Sanami como único miembro femenino de la policía japonesa.
- En la película, cuando la policía conoció a Ryuzaki, éste soltó "Bangs" a cada uno de los agentes, mientras que en el manga y el anime solo soltó uno.
- Watari muere en el ascensor y no en la oficina.
- A diferencia del Anime y el Manga, Matsuda le dispara a Light justo en la muñeca de la mano, donde tenía un pedazo de la Death Note escondido en su reloj y después le dispara en la pierna.
- Matsuda y Misa mueren 10 años después de la muerte de Light. En el manga y anime Matsuda sobrevive al final de la historia, mientras que Misa en el manga y el anime se suicida poco después de la muerte de Light.

## Películas

### Primera película:Death Note(2006)
En el clímax de la película, Shiori es secuestrada por Misora, quien le exige a Light que vaya al museo de arte si quiere salvar a su novia (Shiori) y que confiese que él realmente es Kira. Por lo que Light va al museo, sin embargo niega el hecho de ser Kira, diciendo que le perturba ver a su novia siendo tomada como rehén. Misora le da su nombre real a Light (Naomi) y le dice que si no la mata, ella terminará con la vida de Shiori. Light sigue insistiendo que él no es Kira, y Soichiro, su padre, quien estaba observando la situación, envía a la policía a detener a Misora. Al llegar la policía Shiori intenta escapar, pero Misora le dispara y la mata, y luego Misora se suicida, Pero resulta que todo eso es planeado por Light, al escribir todo el suceso en su Death Note, para hacer que la policía levante sus sospechas de que él es Kira.

### Segunda película:Death Note: The Last Name(2006)
La segunda película es la continuación de la primera y utiliza elementos del argumento que transcurre en Yotsuba al igual que del final de la serie. El papel de Higuchi es reemplazado por Takada, quien finalmente es capturada de igual forma que este último.

### Tercera película:L: Change the World(2008)
En esta película en imagen real la historia ocurre dentro de los 23 días que le quedan a L de vida desde que puso su nombre en el Death Note para atrapar a Kira. En algún lugar de Tailandia, un virus artificial mata la gente de una pequeña villa. El virus rápidamente se convierte en un arma química que todos quieren obtener en el mercado negro, pero el virus muta y el antídoto deja de funcionar. La villa es destruida pero un pequeño niño, el único sobreviviente al virus, escapa, y logra huir a Tokio, de una banda de Eco-Terroristas que quieren salvar al mundo usando el virus para mermar la humanidad. En Tokio, L decide usar los días que le quedan de vida para proteger a este niño; a quien, al final, L le dará el nombre de Near. También se encuentra con la hija del científico que desarrolla el antídoto la cual le toma mucho cariño a L, su madre y padre están muertos pero por una concidencia F (quien envía a Near) le da el teléfono de Watari y el padre de la chica también, pero ya que Watari muere los dos quedan a cargo de L durante sus últimos 23 días, forman una gran amistad y resuelve su último caso dejando gran legado.

### Cuarta película:Death Note: Light Up the New World(2017)
Lanzada diez años después del último filme, sucede también diez años después de las anteriores, en una sociedad afectada por el ciberterrorismo. En esta ocasión aparecen seis Death Notes en la Tierra,enviadas por el Rey Shinigami en busca de un sucesor para Kira. En España fue estrenada el 20 de abril de 2017 y distribuida por Mediatres Estudio.

### Adaptación Norteamericana
En 2009 Warner Bros (quien también distribuye adaptaciones japonesas en dicho país) compró los derechos para realizar una adaptación del manga. Vlas y Charley Parlapadines serían los guionistas del primer borrador del libreto de la película con Roy Lee, Dan Lin y Doug Davison como productores y se pensó en Ryan Gosling como Light Yagami. A principios de 2011, Shane Black (director de Iron Man 3 y guionista de la saga Lethal Weapon) fue nombrado director, sin embargo, actualmente el proyecto está en manos de Gus Van Sant. El encargado de dirigirla fue Adam Wingard, que estrenó su película en 2017, pero recibió muy malas críticas.

## Series
También se hicieron una serie de anime y una miniserie de imagen real; Death Note (2015) de 11 episodios y la miniserie Death Note: New Generation (2016) de 3 episodios.

## Soundtracks

### Canciones tema
Primera Película
- "Manatsu no yoru no yume" por Shikao Suga.

Segunda Película
- "Snow" por Red Hot Chili Peppers.

Tercera Película
- "I'll Be Waiting" por Lenny Kravitz.

Cuarta Película
- "Fighter" por Namie Amuro.
- "Dear Diary" por Namie Amuro.

## DVD
Estos DVD han sido lanzados en Japón por el momento:
- Death Note La Película
- Death Note El Último Nombre
- Death Note Película 3-Set de Discos
- Death Note Documental de la Película: Muerto o Vivo